# الصور الديناميكية (ميكانيك كمي)
في ميكانيكا الكم، الصور الديناميكية (أو التمثيلات الديناميكية) هي طرق متعددة مكافئة لصياغة ديناميات/ حركيات النظام الكمي رياضياً.
وأهم صورتين هما صورة هايزنبرج وصورة شرودنجر. وتختلف هاتين الطريقتين فقط بتغيير الأساس بالنسبة للاعتماد على الزمن، بطريقة مماثلة  لمواصفات لاغرانج وأويلر لمجال التدفق: باختصار، يرتبط الاعتماد على الزمن بالحالات الكمومية في تمثيل شرودنغر والمؤثرات في تمثيل هايزنبرغ.
هناك أيضاً صيغة وسيطة تُعرف باسم تمثيل التفاعل (أو تمثيل ديراك) والتي تكون مفيدة لإجراء العمليات الحسابية عندما تكون لهاميلتوني (معامل هاملتون≡ الطاقة الكلية) معقد إمكانية طبيعية لأن يتحلل إلى حدين: أحدهما هاميلتوني "حر" بسيط والحد الأخر عبارة عن اضطراب.
المعادلات التي تنطبق في أحد التمثيلين لا تنطبق بالضرورة على التمثيل الأخر، لأن التحويلات الواحدية المعتمدة على الزمن تربط المؤثرات في أحد التمثيلين بالمؤثرات المماثلة في التمثيل الأخر. لا توضح جميع الكتب الدراسية والمقالات التمثيل الذي يأتي منها كل مؤثر، مما قد يؤدي إلى الارتباك.

## تمثيل شرودنغر

### خلفية
في ميكانيكا الكم، تُمثل حالة النظام الميكانيكي الكمي بدالة موجية ذات قيمة معقدة/ مركبة ψ(x, t) . وبشكل تجريدي أكثر، يمكن تمثيل الحالة بمتجه حالة أو كيت، |ψ⟩. هذا الكيت هو عنصر في فضاء هلبرت، وهو فضاء متجهي يشمل كل الحالات الممكنة للنظام. المؤثر الميكانيكي الكمي هو دالة تؤثر على كيت |ψ⟩ وتنتج كيت أخر |ψ′⟩.
تكمن الفروق بين تمثيل شرودنغر وتمثيل هايزنبرغ في كيفية التعامل مع الأنظمة التي تتغير زمنياً: طبيعة اعتماد النظام على الزمن يجب التعبير عنها بتركيبات معينة من متجهات الحالة والمؤثرات.
على سبيل المثال، يمكن أن يكون المهتز التوافقي البسيط في حالة |ψ⟩، والتي تكون لها القيمة المتوقعة للزخم، أي {\displaystyle \langle \psi |{\hat {p}}|\psi \rangle }، متذبذبة جيبياً مع الزمن. يمكن للمرء أن يسأل: هل يجب أن ينعكس هذا التذبذب الجيبي على متجه الحالة |ψ⟩، أو مؤثر الزخم {\displaystyle {\hat {p}}} أو كليهما؟ كل هذه الخيارات الثلاث صحيحة؛ الأول يعطي تمثيل شرودنغر والثاني تمثيل هايزنبرغ، والثالث تمثيل التفاعل أو تمثيل ديراك.
ويعد تمثيل شرودنغر مفيداً عند التعامل مع هاميلتوني H لا يعتمد على الزمن، أي عندما، {\displaystyle \partial _{t}H=0}.

### مؤثر التطور الزمني

#### تعريف
يُعرف مؤثر التطور الزمني U(t, t0) على أنه المؤثر الذي يؤثر على كيت في الزمن t0 ليُنتج كيت في زمن آخر t:
{\displaystyle |\psi (t)\rangle =U(t,t_{0})|\psi (t_{0})\rangle .}
وبالنسبة لبرا ، سيكون لدينا بدلا من ذلك
{\displaystyle \langle \psi (t)|=\langle \psi (t_{0})|U^{\dagger }(t,t_{0}).}

#### الخواص

##### الواحدية
يجب أن يكون مؤثر التطور الزمني واحدياً. وذلك لأننا نطالب بألا يتغير معيار كيت الحالة مع مرور الزمن. أي أن،
{\displaystyle \langle \psi (t)|\psi (t)\rangle =\langle \psi (t_{0})|U^{\dagger }(t,t_{0})U(t,t_{0})|\psi (t_{0})\rangle =\langle \psi (t_{0})|\psi (t_{0})\rangle .}
لذلك،
{\displaystyle U^{\dagger }(t,t_{0})U(t,t_{0})=I.}

##### التطابق
عندما U ،t=t0 هو مؤثر التطابق، لأن
{\displaystyle |\psi (t_{0})\rangle =U(t_{0},t_{0})|\psi (t_{0})\rangle .}

##### الانغلاق
يمكن النظر إلى تطور الزمن من t0 إلى t على أنه تطور زمني من خطوتين، أولاً من t0 إلى زمن متوسط t1 ، ثم من t1 إلى الزمن النهائي t. لذلك،
{\displaystyle i\hbar {\partial  \over \partial t}U(t)=HU(t).}

#### المعادلة التفاضلية لمؤثر التطور الزمني
نسقط دليل t0 في عامل تطور الزمن مع التقليد المتبع بأن t0 = 0 ونكتبه U(t). معادلة شرودنغر هي:
{\displaystyle i\hbar {\frac {\partial }{\partial t}}|\psi (t)\rangle =H|\psi (t)\rangle ,}
حيث H هو الهاميلتوني. الآن باستخدام مؤثر التطور الزمني U لنكتب
{\displaystyle |\psi (t)\rangle =U(t)|\psi (0)\rangle }،فيصبح لدينا:
{\displaystyle i\hbar {\partial  \over \partial t}U(t)|\psi (0)\rangle =HU(t)|\psi (0)\rangle .}
ولان {\displaystyle |\psi (0)\rangle } هو كيت ثابت (كيت الحالة عند t = 0)، وبما أن المعادلة المذكورة أعلاه صحيحة لأي كيت ثابت في فضاء هيلبرت، يجب على مؤثر التطور الزمني أن يحقق المعادلة التالية
{\textstyle i\hbar {\partial  \over \partial t}U(t)=HU(t).}
إذا كان الهاملتوني مستقلاً عن الزمن، فإن حل المعادلة أعلاه هو 
{\displaystyle U(t)=e^{-iHt/\hbar }.}
نظراً لأن H مؤثر فيجب حساب هذا التعبير الأسي من خلال متسلسلة تايلور:
{\textstyle e^{-iHt/\hbar }=1-{\frac {iHt}{\hbar }}-{\frac {1}{2}}\left({\frac {Ht}{\hbar }}\right)^{2}+\cdots .}
لذلك،
{\textstyle |\psi (t)\rangle =e^{-iHt/\hbar }|\psi (0)\rangle .}
لاحظ أن {\displaystyle |\psi (0)\rangle } هو كيت اعتباطي. ومع ذلك، إذا كانت الكيت الأبتدائي عبارة عن حالة ذاتية للهاميلتوني، و بقيمة ذاتية E، نحصل على:
{\displaystyle |\psi (t)\rangle =e^{-iEt/\hbar }|\psi (0)\rangle .}
وهكذا نرى أن الحالات الذاتية للهاملتوني هي حالات مستقرة: فهي تأخذ فقط عامل الطور الكلي أثناء تطورها مع مرور الزمن.
إذا كان الهاميلتوني يعتمد على الزمن، ولكنه يكون تبادلياً عند أزمنة مختلفة، فيمكن كتابة عامل تطور الزمن بالشكل:
{\textstyle U(t)=\exp \left({-{\frac {i}{\hbar }}\int _{0}^{t}H(t')\,dt'}\right),}
إذا كان الهاميلتوني يعتمد على الزمن، ولكنه لايكون تبادلياً عند أزمنة مختلفة، فيمكن كتابة عامل تطور الزمن بالشكل:
{\displaystyle U(t)=\mathrm {T} \exp \left({-{\frac {i}{\hbar }}\int _{0}^{t}H(t')\,dt'}\right),}
حيث T هو مؤثر الترتيب الزمني، والذي يُعرف أحياناً باسم متسلسلة دايسون، نسبة إلى فريمان دايسون.
البديل لصورة شرودنغر هو التحول إلى إطار مرجعي دوار، والذي هو نفسه يُدار بالمُنتشر. نظراً لأن الدوران المتموج يضطلع به الآن الإطار المرجعي نفسه، فإن دالة الحالة غير المضطربة تبدو ثابتة حقاً. وهذه هي صورة هايزنبرغ (أدناه).

## تمثيل هايزنبرج
تمثيل هايزنبرغ هي صياغة لميكانيكا الكم (قدمها فيرنر هايزنبرغ أثناء وجوده في هيليغولاند في عشرينيات القرن العشرين) حيث تتضمن المؤثرات ( الخواص القابلة للرصد وغيرها) الاعتماد على الزمن، ولكن متجهات الحالة مستقلة عن الزمن.

### تعريف
في تمثيل هايزنبرغ لميكانيكا الكم متجه الحالة، {\displaystyle |\psi \rangle }، لا يتغير مع مرور الزمن، ويحقق المرصود A المعادلة التالية:
| {\displaystyle {\frac {d}{dt}}A(t)={\frac {i}{\hbar }}[H,A(t)]+{\frac {\partial A(t)}{\partial t}},} |
حيث H هو الهاميلتوني ويدل مابين القوسين [•,•] على تبادل مؤثرين (في هذه الحالة H و A). أخذ القيم المتوقعة ينتج عنه نظرية إهرنفست الواردة في مبدأ التقابل.
وفقًا لنظرية ستون–فون نيومان، فإن تمثيل هايزنبرج وتمثيل شرودنغر متكافئان واحدياً. وإلى حد ما، يُعتبر تمثيل هايزنبرج أكثر طبيعية وملاءمة من تمثيل شرودنغر المكافئ، خاصة بالنسبة للمعالجات النسبية. تتجلى لامتغايرية لورنتز في تمثيل هايزنبرغ. هذا الاسلوب له أيضاً تشابه أوثق مع الفيزياء الكلاسيكية: باستبدال المبادل أعلاه بقوس بواسون، تصبح معادلة هايزنبرغ معادلة في ميكانيكا هاملتون.

### اشتقاق معادلة هايزنبرغ
تُعطى القيمة المتوقعة لـلمرصود A، والذي هو مؤثر خطي هرميتي لحالة معينة {\displaystyle |\psi (t)\rangle }، بالشكل:{\displaystyle \langle A\rangle _{t}=\langle \psi (t)|A|\psi (t)\rangle .}في تمثيل شرودنجر ترتبط الحالة {\displaystyle |\psi \rangle } عند الزمن t بالحالة {\displaystyle |\psi \rangle } في الزمن 0 بواسطة مؤثر تطور الزمن الواحدي، {\displaystyle U(t)}: {\displaystyle |\psi (t)\rangle =U(t)|\psi (0)\rangle .} إذا كان الهاملتوني لا يتغير مع مرور الزمن، فيمكن كتابة عامل تطور الزمن كـما يلي:{\displaystyle U(t)=e^{-iHt/\hbar },}حيث H هو الهاميلتوني و ħ هو ثابت بلانك المختزل. لذلك،{\displaystyle \langle A\rangle _{t}=\langle \psi (0)|e^{iHt/\hbar }Ae^{-iHt/\hbar }|\psi (0)\rangle .}لنُعرف مايلي،{\displaystyle A(t):=e^{iHt/\hbar }Ae^{-iHt/\hbar }.}فإنه ينتج أن:{\displaystyle {\begin{aligned}{\frac {d}{dt}}A(t)&={\frac {i}{\hbar }}He^{iHt/\hbar }Ae^{-iHt/\hbar }+e^{iHt/\hbar }\left({\frac {\partial A}{\partial t}}\right)e^{-iHt/\hbar }+{\frac {i}{\hbar }}e^{iHt/\hbar }A\cdot (-H)e^{-iHt/\hbar }\\&={\frac {i}{\hbar }}e^{iHt/\hbar }\left(HA-AH\right)e^{-iHt/\hbar }+e^{iHt/\hbar }\left({\frac {\partial A}{\partial t}}\right)e^{-iHt/\hbar }\\&={\frac {i}{\hbar }}\left(HA(t)-A(t)H\right)+e^{iHt/\hbar }\left({\frac {\partial A}{\partial t}}\right)e^{-iHt/\hbar }.\end{aligned}}}حيث استخدمنا الاشتقاق وفقاً لقاعدة الضرب ، بينما A/∂t∂ هو المشتق الزمني للمرصود A الأبتدائي، وليس للمؤثر A(t) المعرف. المعادلة الأخيرة صالحة لأن exp(− iHt / ħ ) يتبادل مع H.
وهكذا {\displaystyle {\frac {d}{dt}}A(t)={\frac {i}{\hbar }}[H,A(t)]+e^{iHt/\hbar }\left({\frac {\partial A}{\partial t}}\right)e^{-iHt/\hbar },} ومن هنا تظهر معادلة هايزنبرغ للحركة أعلاه، حيث أن الاعتماد الوظيفي الحملي على x(0) و p(0) يتحول إلى نفس الاعتماد على x(t)، p(t)، بحيث يتحول الحد الأخيرإلى A(t)/∂t∂.
[X,Y] هو مبادل مؤثرين ويعرف على أنه [X, Y] := XY − YX .
تُحل المعادلة باستخدام A(t) المعرف أعلاه، كما هو واضح من خلال استخدام متطابقة المؤثر القياسية، {\displaystyle {e^{B}Ae^{-B}}=A+[B,A]+{\frac {1}{2!}}[B,[B,A]]+{\frac {1}{3!}}[B,[B,[B,A]]]+\cdots .}التي تعني {\displaystyle A(t)=A+{\frac {it}{\hbar }}[H,A]-{\frac {t^{2}}{2!\hbar ^{2}}}[H,[H,A]]-{\frac {it^{3}}{3!\hbar ^{3}}}[H,[H,[H,A]]]+\dots }تنطبق هذه العلاقة أيضاً على الميكانيكا الكلاسيكية، الحد الكلاسيكي لما سبق، نظراً للتوافق بين أقواس بواسون والمبدلات، {\displaystyle [A,H]\leftrightarrow i\hbar \{A,H\}}
في الميكانيكا الكلاسيكية، بالنسبة لـ A مع عدم وجود اعتماد واضح على الزمن،{\displaystyle \{A,H\}={\frac {d}{dt}}A\,,}
لذلك، مرة أخرى، التعبير عن A(t) هو مفكوك تايلور حول t= 0.

### علاقات المبادلة
قد تبدو علاقات المبادل مختلفة عما كانت عليه في صورة شرودنغر، بسبب اعتماد المؤثرات على الزمن. على سبيل المثال، خذ المؤثرات x(t1),x(t2),p(t1) و  p(t2).
يعتمد التطور الزمني لهذه المؤثرات على هاملتون النظام. باعتبار المذبذب التوافقي أحادي البعد،
,{\displaystyle H={\frac {p^{2}}{2m}}+{\frac {m\omega ^{2}x^{2}}{2}}}
يُعطى التطور الزمني لمؤثري الموضع والزخم بواسطة:
,{\displaystyle {d \over dt}x(t)={i \over \hbar }[H,x(t)]={\frac {p}{m}}}
.{\displaystyle {d \over dt}p(t)={i \over \hbar }[H,p(t)]=-m\omega ^{2}x}
باشتقاق المعادلتين مرة أخرى وحلهما بالشروط الأبتدائية المناسبة،
{\displaystyle {\dot {p}}(0)=-m\omega ^{2}x_{0},}
{\displaystyle {\dot {x}}(0)={\frac {p_{0}}{m}},}
يؤدي إلي:
,{\displaystyle x(t)=x_{0}\cos(\omega t)+{\frac {p_{0}}{\omega m}}\sin(\omega t)} .{\displaystyle p(t)=p_{0}\cos(\omega t)-m\omega \!x_{0}\sin(\omega t)}
الحساب المباشر ينتج عنه علاقات مبادل أكثر عمومية،
,{\displaystyle [x(t_{1}),x(t_{2})]={\frac {i\hbar }{m\omega }}\sin(\omega t_{2}-\omega t_{1})}
,{\displaystyle [p(t_{1}),p(t_{2})]=i\hbar m\omega \sin(\omega t_{2}-\omega t_{1})}
.{\displaystyle [x(t_{1}),p(t_{2})]=i\hbar \cos(\omega t_{2}-\omega t_{1})}
وعند {\displaystyle t_{1}=t_{2}} ، يستعيد المرء ببساطة علاقات التبديل القياسية الصالحة في جميع الصور.

## تمثيل التفاعل
يكون تمثيل التفاعل مفيداً للغاية عندما يكون من الممكن حل تطور المرصودات بدقة، وحصر أي تعقيدات في تطور الحالات. لهذا السبب، يُسمى هاملتوني المرصودات اسم "هاميلتوني حر" ويسمى هاميلتوني الحالات "هاملتوني التفاعل".

### تعريف
ترتبط المؤثرات ومتجهات الحالة في صورة التفاعل بتغير في الأساس (التحويل الواحدي) لنفس تلك المؤثرات ومتجهات الحالة في صورة شرودنغر.
للتحول إلى تمثيل التفاعل نقسم هاملتوني تمثيل شرودنغر إلى جزئين،
| {\displaystyle H_{\text{S}}=H_{0,{\text{S}}}+H_{1,{\text{S}}}.} |
أي اختيار ممكن للأجزاء سيؤدي إلى تمثيل تفاعل مقبول؛ ولكن لكي يكون تمثيل التفاعل مفيداً في تبسيط تحليل المسألة، عادةً ما تُختار الأجزاء بحيث يكون {\displaystyle H_{0,S}} مفهوماً جيداً وقابل للحل تماما، في حين يحتوي {\displaystyle H_{1,S}} على بعض الاضطرابات التي يصعب تحليلها لهذا النظام.
إذا كان لدى الهاملتوني اعتماد واضح على الزمن (على سبيل المثال، إذا تفاعل النظام الكمي مع مجال كهربائي خارجي مسلط يتغير بمرور الزمن)، فسيكون من المفيد عادةً تضمين الحدود المعتمدة بشكل صريح على الزمن مع {\displaystyle H_{1,S}}، مما يجعل {\displaystyle H_{0,S}} مستقل عن الزمن. ونُتابع بناء على هذا الافتراض. إذا كان هناك سياق يكون من المنطقي فيه أن يعتمد {\displaystyle H_{0,S}}على الزمن، فإنه يجوز للمرء المتابعة باالتعويض عن {\displaystyle e^{\pm iH_{0,S}t/\hbar }} بمؤثر التطور الزمني المناظر في التعريفات أدناه.

#### متجهات الحالة
يُعرف متجه الحالة في صورة التفاعل على أنه

| {\displaystyle \|\psi _{I}(t)\rangle =e^{iH_{0,S}t/\hbar }\|\psi _{S}(t)\rangle ~,} |
حيث أن
{\displaystyle |\psi _{S}(t)\rangle } هو نفس متجه الحالة كما في تمثيل شرودنغر.

#### المؤثرات
يُعرف المؤثر في تمثيل التفاعل بأنه:
| {\displaystyle A_{I}(t)=e^{iH_{0,S}t/\hbar }A_{S}(t)e^{-iH_{0,S}t/\hbar }.} |
لاحظ أن {\displaystyle A_{S}(t)} لن يعتمد عادةً على t، ويمكن إعادة كتابته بالشكل {\displaystyle A_{S}} . فهو يعتمد فقط على t إذا كان لدى المؤثر"اعتماد صريح على الزمن"، على سبيل المثال بسبب اعتماده على مجال كهربائي مُسَلْط خارجي متغير مع الزمن.

#### المؤثر الهاميلتوني
بالنسبة للمؤثر {\displaystyle H_{0}} بذاته، يتطابق تمثيل التفاعل مع تمثيل شرودنغر،
{\displaystyle H_{0,I}(t)=e^{iH_{0,S}t/\hbar }H_{0,S}e^{-iH_{0,S}t/\hbar }=H_{0,S}.}
ويمكن رؤية ذلك بسهولة من خلال حقيقة أن المؤثرات تتبادل مع دوال فيها قابلة للاشتقاق. ومن ثم يمكن تسمية هذا المؤثر بالتحديد بـ H0 دون أي غموض.
ومع ذلك، بالنسبة لهاملتوني الاضطراب H1,I، فان:
{\displaystyle H_{1,I}(t)=e^{iH_{0,S}t/\hbar }H_{1,S}e^{-iH_{0,S}t/\hbar },}
حيث يصبح هاميلتوني اضطراب تمثيل التفاعل معتمداً على الزمن - ما لم يكن، 0 =[H1,s, H0,s].
من الممكن أيضاً الحصول على تمثيل التفاعل لـهاميلتوني H0,s(t) معتمد على الزمن، ولكن يجب استبدال الأسس بالمنتشر الواحدي للتطور المتولد عن H0,s(t) أو بشكل أوضح مع تكامل أسي مرتب زمنياً.

##### مصفوفة الكثافة
يمكن إثبات أن مصفوفة الكثافة تتحول إلى تمثيل التفاعل بنفس طريقة أي مؤثر آخر. على وجه الخصوص، لتكن {\displaystyle \rho _{I}} و {\displaystyle \rho _{S}} تعبر عن مصفوفة الكثافة في تمثيل التفاعل وتمثيل شرودنجر على التوالي. إذا كان هناك احتمال {\displaystyle p_{n}} أن تكون في الحالة الفيزيائية {\displaystyle |\psi _{n}\rangle }، فإن:
{\displaystyle \rho _{I}(t)=\sum _{n}p_{n}(t)|\psi _{n,I}(t)\rangle \langle \psi _{n,I}(t)|=\sum _{n}p_{n}(t)e^{iH_{0,S}t/\hbar }|\psi _{n,S}(t)\rangle \langle \psi _{n,S}(t)|e^{-iH_{0,S}t/\hbar }=e^{iH_{0,S}t/\hbar }\rho _{S}(t)e^{-iH_{0,S}t/\hbar }.}

### معادلات التطور الزمني

#### الحالات
تحويل معادلة شرودنغر إلى تمثيل التفاعل يعطي:
{\displaystyle i\hbar {\frac {d}{dt}}|\psi _{I}(t)\rangle =H_{1,I}(t)|\psi _{I}(t)\rangle .}
يشار إلى هذه المعادلة باسم معادلة شوينجر-توموناجا.

#### المؤثرات
اذا كان المؤثر {\displaystyle A_{S}} مستقل زمنياً (أي ليس لديه "اعتماد واضح على الزمن"؛ انظر أعلاه)، فإن التطور الزمني المناظر ل {\displaystyle A_{I}(t)} يُعطى من خلال:
{\displaystyle i\hbar {\frac {d}{dt}}A_{I}(t)=\left[A_{I}(t),H_{0}\right].\;}
في تمثيل التفاعل، تتطور المؤثرات بمرور الزمن مثل المؤثرات في تمثيل هايزنبرج مع الهاملتوني {\displaystyle H'=H_{0}} .

#### مصفوفة الكثافة
إن تحويل معادلة شوينغر-توموناغا إلى لغة مصفوفة الكثافة (أو ما يعادله، تحويل معادلة فون نيومان إلى تمثيل التفاعل) يعطي:
{\displaystyle i\hbar {\frac {d}{dt}}\psi _{I}(t)=\left[H_{1,I}(t),\psi _{I}(t)\right].}

### الوجود
تمثيل التفاعل ليس موجود دائماً. في نظريات المجال الكمي التفاعلي، تنص نظرية هاج على أن تمثيل التفاعل غير موجود. وذلك لأن الهاملتوني لا يمكن تقسيمه إلى جزء حر ومتفاعل ضمن قطاع الاختيار الفائق. علاوة على ذلك، حتى لو كان الهاملتوني في تمثيل شرودنغر لا يعتمد على الزمن، على سبيل المثال H = H0 + V ، فإنه يفعل ذلك في تمثيل التفاعل، على الأقل، إذا لم يتبادل V مع H0 ، لأن:
.{\displaystyle H_{\rm {int}}(t)\equiv e^{{(i/\hbar })tH_{0}}\,V\,e^{{(-i/\hbar })tH_{0}}}

## مقارنة التمثيلات
تمثيل هايزنبرغ هو الأقرب إلى ميكانيكا هاملتون الكلاسيكية (على سبيل المثال، المبادلات التي تظهر في المعادلات المذكورة أعلاه تناظر مباشرة أقواس بواسون الكلاسيكية). من السهل تصور تمثيل شرودنجر، وهي الصيغة المفضلة في النصوص التمهيدية، بالنسبة لدوران متجهات الحالة في فضاء هيلبرت، رغم أنها تفتقر إلى التعميم الطبيعي لأنظمة لورنتز اللامتغايرة. تعتبر صورة ديراك مفيدة للغاية في نظرية الاضطراب غير المستقر والمتغاير، لذا فهي مناسبة لنظرية المجال الكمي وفيزياء الأجسام المتعددة.

### مقارنة موجزة للتطورات
| تطور:           | تمثيل ()                                                                                                 | تمثيل ()                                                                                      | تمثيل () |
| تطور:           | شرودنغر (S)                                                                                              | هايزنبرغ (H)                                                                                  | التفاعل (I) |
| متجه حالة (كيت) | {\displaystyle \|\psi _{\rm {S}}(t)\rangle =e^{-iH_{\rm {S}}~t/\hbar }\|\psi _{\rm {S}}(0)\rangle }      | ثابت                                                                                          | {\displaystyle \|\psi _{\rm {I}}(t)\rangle =e^{iH_{0,\mathrm {S} }~t/\hbar }\|\psi _{\rm {S}}(t)\rangle }              |
| مرصود           | ثابت | {\displaystyle A_{\rm {H}}(t)=e^{iH_{\rm {S}}~t/\hbar }A_{\rm {S}}e^{-iH_{\rm {S}}~t/\hbar }} | {\displaystyle A_{\rm {I}}(t)=e^{iH_{0,\mathrm {S} }~t/\hbar }A_{\rm {S}}e^{-iH_{0,\mathrm {S} }~t/\hbar }}            |
| مصفوفة الكثافة  | {\displaystyle \rho _{\rm {S}}(t)=e^{-iH_{\rm {S}}~t/\hbar }\rho _{\rm {S}}(0)e^{iH_{\rm {S}}~t/\hbar }} | ثابت                                                                                          | {\displaystyle \rho _{\rm {I}}(t)=e^{iH_{0,\mathrm {S} }~t/\hbar }\rho _{\rm {S}}(t)e^{-iH_{0,\mathrm {S} }~t/\hbar }} |

### التكافؤ
ومن الواضح أن القيم المتوقعة لجميع الكميات والخواص الفيزيائية المرصودة تكون متساوية في تمثيل شرودنغر وهايزنبرغ والتفاعل،
{\displaystyle \langle \psi \mid A(t)\mid \psi \rangle =\langle \psi (t)\mid A\mid \psi (t)\rangle =\langle \psi _{I}(t)\mid A_{I}(t)\mid \psi _{I}(t)\rangle ~,}
كما ينبغي عليها أن تكون.

## أنظر أيضا
- معادلة هاميلتون جاكوبي
- رموز ديراك

## References
- Cohen-Tannoudji، Claude؛ Bernard Diu؛ Frank Laloe (1977). Quantum Mechanics (Volume One). Paris: Wiley. ص. 312–314. ISBN:0-471-16433-X.
- Albert Messiah, 1966. Quantum Mechanics (Vol. I), English translation from French by G. M. Temmer. North Holland, John Wiley & Sons.
- Merzbacher E., Quantum Mechanics (3rd ed., John Wiley 1998) p. 430-1 (ردمك 0-471-88702-1)
- L.D. Landau، E.M. Lifshitz (1977). Quantum Mechanics: Non-Relativistic Theory (ط. 3rd). مطبعة بيرغامون. ج. 3. ISBN:978-0-08-020940-1. Online copy
- R. Shankar (1994); Principles of Quantum Mechanics, Plenum Press, (ردمك 978-0306447907) .
- J. J. Sakurai (1993); Modern Quantum Mechanics (Revised Edition), (ردمك 978-0201539295) .

## روابط خارجية
- المُعينات التعليمية لنظرية المجال الكمي انقر على الرابط الخاص بالفصل.2 لتجد مقدمة شاملة ومبسطة لصورة هايزنبرغ.